# Leptogomphus yayeyamensis
Leptogomphus yayeyamensis är en trollsländeart som beskrevs av Matsumura 1926. Leptogomphus yayeyamensis ingår i släktet Leptogomphus och familjen flodtrollsländor. IUCN kategoriserar arten globalt som livskraftig. Inga underarter finns listade i Catalogue of Life.